# Sense and Sensibility
Sense and Sensibility (no Brasil, Razão e Sensibilidade ou Razão e Sentimento, em Portugal Sensibilidade e Bom-senso) é um romance da escritora Jane Austen. Foi o 1º livro de Austen a ser publicado, em 1811, e foi escrito sob o pseudônimo "A Lady".
A história relata os relacionamentos de Elinor e Marianne Dashwood, duas filhas do segundo casamento de Mr. Dashwood. Elas têm uma jovem irmã, Margaret, e um meio-irmão mais velho, John. Quando seu pai morre, a propriedade da família passa para John, o único filho homem, e as mulheres Dashwood se veem em circunstâncias adversas. O romance relata a mudança das irmãs Dashwood para uma nova casa, mais simples e distante, e seus relacionamentos. O contraste entre as irmãs, mostrando Elinor mais racional e Mariane mais emotiva e passional, é resolvido quando cada uma encontra, à sua maneira, a felicidade. Ao longo da história, Elinor e Marianne buscam o equilíbrio entre a razão (ou pura lógica) e a sensibilidade (ou pura emoção) na vida e no amor.
O livro foi adaptado para o cinema e a televisão diversas vezes, incluindo o seriado Sense and Sensibility, de 1981, dirigido por Rodney Bennett; o filme Sense and Sensibility de 1995, adaptado e interpretado por Emma Thompson e dirigido por Ang Lee; uma versão indiana intitulada Kandukondain Kandukondain, realizada em 2000; e Sense and Sensibility, de 2008, da BBC, adaptado por Andrew Davies e dirigido por John Alexander.

## Enredo
Quando Mr. Dashwood morre, sua propriedade - Norland Park – passa diretamente para John, seu único filho, do primeiro casamento. Sua segunda esposa, Mrs. Dashwood, e as três filhas, Elinor, Marianne e Margaret, são deixadas apenas com uma pequena pensão.
Em seu leito de morte, Mr. Dashwood tinha obtido a promessa de John, no sentido de prover suas irmãs, mas a esposa de John, Fanny, persuade-o a quebrar sua promessa e a não sustentar mais suas cunhadas. John e Fanny se mudam para Norland imediatamente após a morte do pai, e tomam conta da propriedade. As mulheres Dashwood, sentindo-se estranhas em seu antigo lar, procuram um novo lugar para morar, dentro de seus poucos recursos.
O irmão de Fanny, Edward Ferrars, um amável, modesto, inteligente, mas reservado jovem, vem a Norland para uma visita; ele e Elinor ficam claramente atraídos um pelo outro, e Mrs. Dashwood tem esperança de que os dois venham a casar. Fanny insiste em deixar claro, porém, que sua mãe, Mrs. Ferrars, uma poderosa viúva, quer o filho casado com uma mulher de alta classe; Mrs. Dashwood, indignada com a situação, resolve se mudar o quanto antes. Apesar do interesse de Edward por Elinor, seu comportamento reservado dificulta a clareza de suas intenções. Elinor desencoraja a esperança de sua família naquele casamento, apesar de, em seu coração, ter secretamente a esperança de realizá-lo.

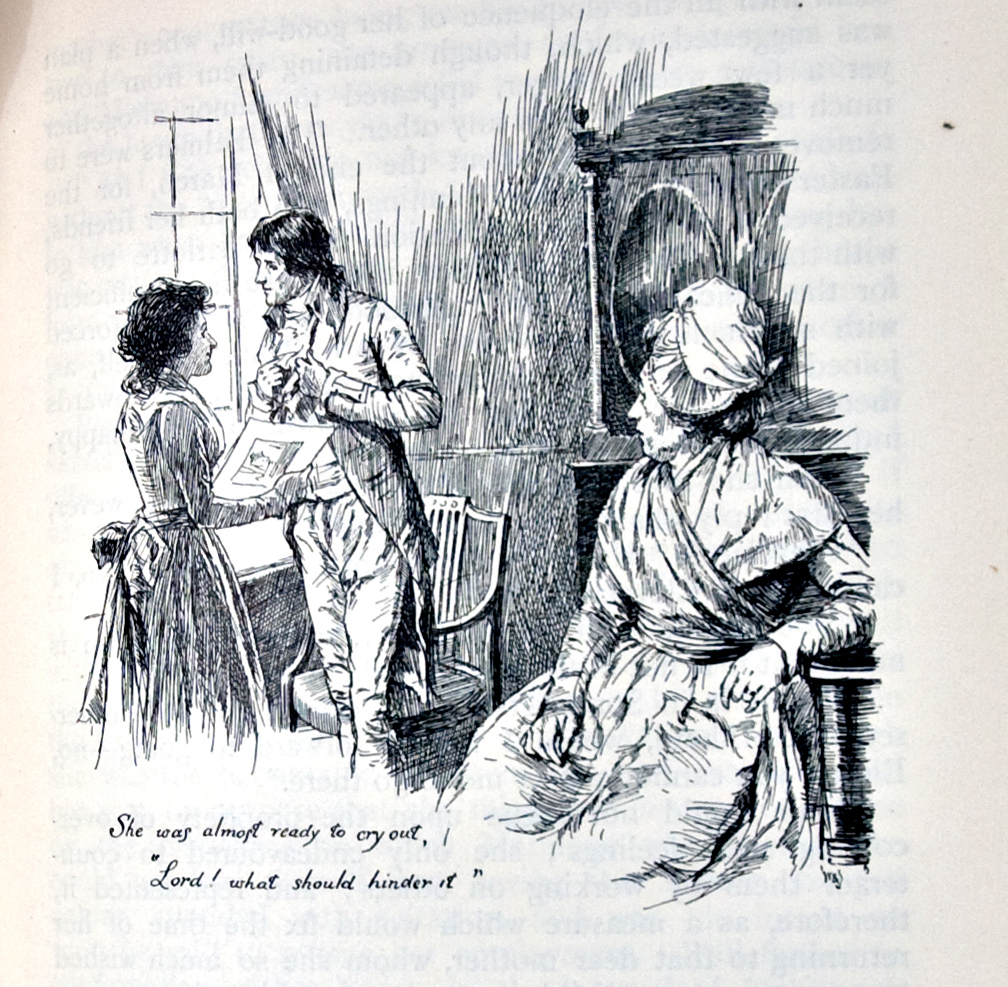
Mrs. Jennings ouve a conversa entre Elinor e Coronel Brandon. Ilustração de Chris Hammond.

Um dos primos de Mrs. Dashwood, o poderoso Sir John Middleton, oferece a elas uma pequena casa em sua propriedade de Devonshire, Barton Park, e Mrs. Dashwood decide aceitar. Ela e as filhas não conseguem deixar de comparar sua antiga Norland com a propriedade atual, mas procuram fazer o melhor que podem com a nova casa. Elas são bem recebidas por Sir John, que insiste em lhes oferecer jantares e convivência social com a família, frequentemente, em sua grande casa em Barton Park. Ao lado de Sir John, estão sua reservada e insípida esposa e sua sogra, Mrs. Jennings, uma viúva rica e um tanto vulgar que, com seu bom-humor e espírito brincalhão imediatamente decide encontrar maridos para as senhoritas Dashwood.
Enquanto visitam Sir John, as Dashwoods conhecem um velho amigo, o reservado, sério, mas gentil Coronel Brandon, que fica atraído por Marianne, e Mrs. Jennings percebe-o.
Marianne não se agrada da ideia, por considerar o Coronel Brandon, aos 35 anos, um velho incapaz de se apaixonar, ou inspirar amor em alguém.

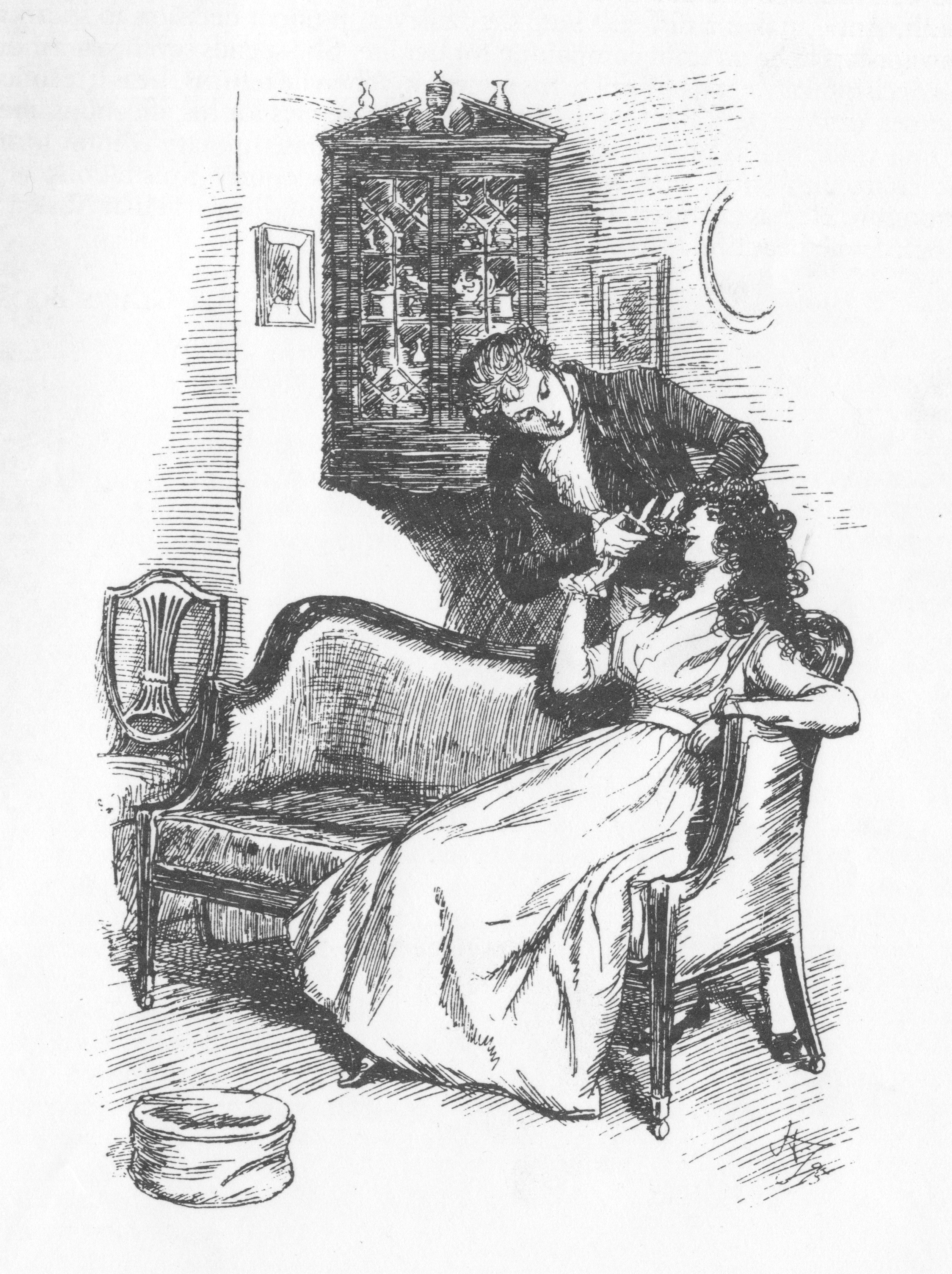
Ilustração de Hugh Thomson, do século XIX, mostra Willoughby cortando uma mecha do cabelo de Marianne.

Durante uma caminhada Marianne, ao fugir da chuva, cai e machuca seu tornozelo. Repentinamente, um belo rapaz, John Willoughby, que estava visitando sua tia, Mrs. Smith, e passava por perto, vê o acidente e carrega Marianne até sua casa, adquirindo sua admiração mediante o bom gosto, romantismo, e seu conhecimento de poesia e arte. Willoughby surge exatamente como o oposto do quieto e reservado Brandon. Ele passa a visitar Marianne diariamente, e Elinor e Mrs. Dashwood suspeitam que os dois estão secretamente compromissados.
Elinor preocupa-se com a atitude precipitada e descuidada de Marianne em presença de Willoughby e a previne, mas Marianne recusa a esconder suas emoções, acreditando na sinceridade. Durante um piquenique, Willoughby e Marianne separam-se dos outros e vão até a propriedade de Willoughby, e Elinor fica surpresa e preocupada pelo fato de a irmã ir sozinha visitar uma casa em que a proprietária, Mrs Smith, lhe é uma desconhecida.
No dia seguinte, Mrs Dashwood e Elinor encontram Marianne desesperada após a visita de Willoughby; ele informara que sua tia o estava mandando para Londres, a negócios, e que não mais retornaria para Barton Park.
Edward Ferrars faz uma breve visita às Dashwoods em Barton, mas se mostra infeliz e Elinor teme que ele não tenha sentimentos por ela. Anne e Lucy Steele, duas primas um tanto vulgares e incultas de Lady Middleton, vêm passar uns dias em Barton Park. Lucy conta em segredo para Elinor sobre um compromisso que tem há tempos com Edward. Apesar de inicialmente Elinor reprovar Edward por provocar sua afeição sem estar livre para isso, ela percebe que o envolvimento com Lucy foi juvenil, e talvez possa ter sido um engano, e acredita que Edward não ame Lucy, mas não possa quebrar o compromisso assumido. Elinor esconde seu desapontamento, e fica difícil ouvir os desabafos de Lucy sem poder ser sincera em seu amor por Edward.
Elinor e Marianne vão, durante o inverno, à casa de Mrs. Jennings, em Londres. Marianne escreve uma série de cartas para Willoughby, e ele posteriormente escreve a ela, devolvendo sua mecha de cabelo e informando de seu compromisso com Miss Grey, uma rica mulher com £50,000 (equivalente a £1.7 milhões atualmente). Marianne fica arrasada, e admite para Elinor que ela e Willoughby nunca tiveram realmente um compromisso, mas que ela o amava e acreditava que ele a amava também.
Após a verdade sobre Willoughby, Coronel Brandon conta a Elinor que Willoughby havia seduzido sua protegida de 15 anos, Eliza Williams, e a abandonara quando ela ficara grávida. Brandon tivera um caso de amor com a mãe de Miss Williams, uma mulher que se assemelhava a Marianne, e cuja vida fora destruída por um casamento arranjado com o irmão do coronel.

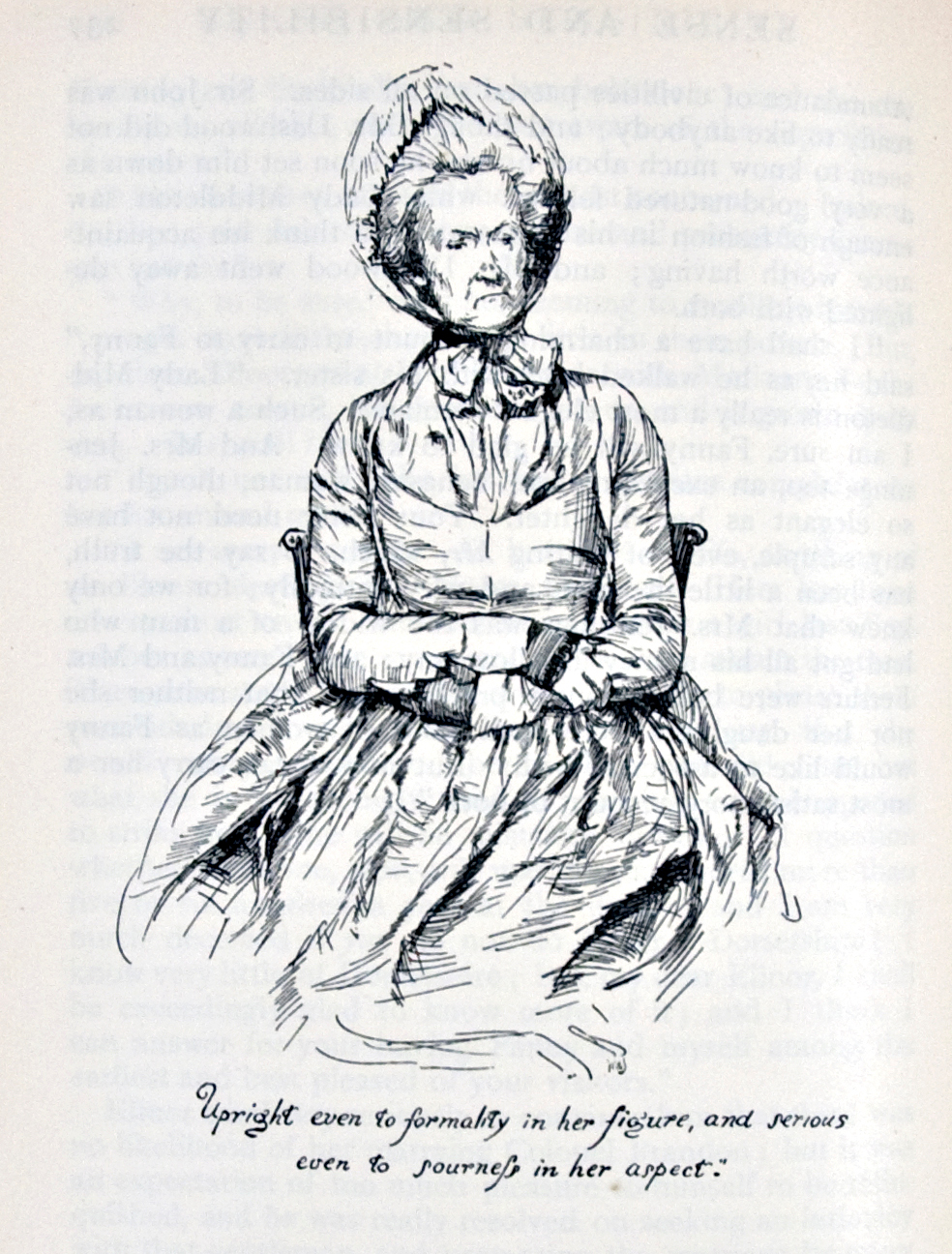
Mrs. Ferrars, ilustração de Chris Hammond, 1899.

Fanny Dashwood, que também está em Londres para a temporada, convence seu marido a não convidar as Dashwood para ficar em sua casa; ao invés disso convida as duas irmãs Steele. Lucy Steele se mostra arrogante, mas quando Mrs. Ferrars descobre seu envolvimento com Edward, fica furiosa enquanto Fanny expulsa as Misses Steele. Mrs. Ferrars ameaça deserdar Edward caso não rompa o compromisso, e esse, acreditando ser desonroso quebrá-lo, é deserdado em favor de seu irmão, Robert. Elinor e Marianne ficam pesarosas por Edward, pelo fato de estar casando com alguém que não ama.
O plano de Edward é se tornar pároco e o Coronel Brandon, sabendo de suas intenções e temendo sua ruína mediante tal casamento, consulta Elinor, questionando se deve ou não ajudá-lo a conseguir a paróquia, pois acredita que ele não tem meios para sustentar a esposa, após ser deserdado. Elinor conhece o irmão de Edward, Robert, e fica chocada ao perceber sua indiferença sobre o fato de Edward ter sido deserdado.
Após o inverno, as irmãs voltam para Barton através de Cleveland, a terra do genro de Mrs. Jennings, Mr. Palmer. Deprimida e desesperada pelo abandono de Willoughby, Marianne negligencia sua saúde e fica bastante doente. Sabendo da seriedade da doença, Willoughby procura Elinor e conta estar realmente apaixonado por Marianne, mas desde que foi deserdado devido ao relacionamento com Miss Williams, decidiu casar com a rica Miss Grey.
Elinor conta a Marianne sobre a visita de Willoughby, e Marianne admite que não seria feliz com tal casamento. Marianne também reconhece que sua doença foi fruto de sua excessiva sensibilidade e que desejara morrer, e agora seguiria o modelo de bom senso de Elinor.
A família acredita que Lucy já está casada com Edward; entretanto, no dia seguinte, Edward chega e revela que seu irmão, Robert Ferrars, é que casara com Lucy; dessa forma, pudera quebrar o antigo compromisso e estava livre. Edward pede a Elinor que se case com ele, e ela aceita. Edward se reconcilia com sua mãe, que o ajuda financeiramente, assim como com sua irmã Fanny. Edward e Elinor se casam e se mudam para Delaford.
A patronesse de Mr. Willoughby lhe dá sua herança, mediante o prudente casamento.
Nos próximos dois anos, Mrs. Dashwood, Marianne, e Margaret ficam mais tempo em Delaford. Marianne amadurece e, aos 19, decide casar com o Coronel Brandon, então com 37 anos. Apesar da rejeição inicial, a gratidão e respeito que adquiriu pelo Coronel se transformaram em amor. A casa do Coronel é perto da casa de Elinor e Edward, e as duas irmãs podem, então, se visitar regularmente.

## Personagens
- Henry Dashwood — um rico cavalheiro que morre no início da história. Mediante o fato de a 2ª esposa e as 3 filhas nada herdarem de sua propriedade, de acordo com a lei da época, faz com que, preventivamente, peça ao único filho homem, John, fruto do 1º casamento, que ampare sua 2ª esposa e filhas após sua morte.
- Mrs. Dashwood — a 2ª esposa de Henry Dashwood, que fica em dificuldades financeiras após a morte do marido. Ela tem 40 anos no início da história, e é muito parecida com sua 2ª filha, Marianne, sujeita a tomar decisões baseadas mais na emoção do que na razão.
- Elinor Dashwood — a sensível e reservada filha mais velha de Mr. e Mrs. Henry Dashwood. Ela tem 19 anos no início da história, e está atraída por Edward Ferrars, o cunhado de seu meio-irmão John. Dotada de um senso de responsabilidade para com os familiares e amigos, ela suprime sua emoções, de forma que os outros a acham indiferente, fria de coração.
- Marianne Dashwood — a romântica e expressiva 2ª filha de Mr. e Mrs. Henry Dashwood. Ela tem 16 anos no início da história, e se torna o centro das atenções do Coronel Brandon e de Mr. Willoughby. Ela é atraída pelo belo e romântico Willoughby, e rejeita o reservado e, por ela considerado velho, Coronel Brandon. Marianne muda sua atitude através da história, decidindo, a exemplo da irmã mais velha, seguir também a razão.
- Margaret Dashwood — a mais jovem filha de Mr. e Mrs. Henry Dashwood. Ela tem 13 anos no início da história, e também é romântica e bem-humorada.

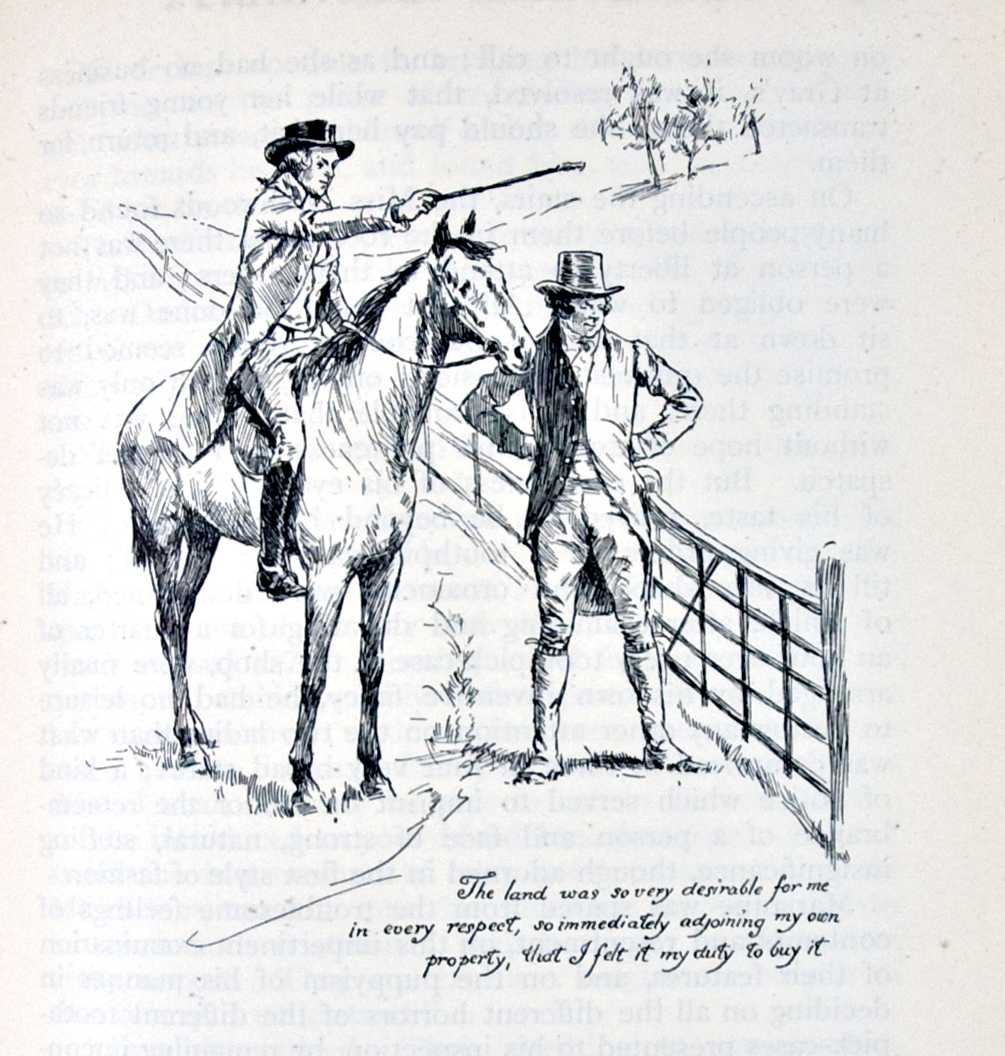
John Dashwood fala sobre seus investimentos para Elinor. Ilustração de Chris Hammond.

- John Dashwood — o filho de Henry Dashwood com sua 1ª esposa. Ele pretende ajudar suas irmãs, mas é um tanto avaro, e é facilmente convencido pela esposa a não ajudá-las.
- Fanny Dashwood — a esposa de John Dashwood, e irmã de Edward e Robert Ferrars. Ela é vaidosa, egoísta, esnobe, e mima seu filho Harry. Ela despreza as irmãs e a madrasta do marido, em especial quando percebe que o irmão, Edward, está atraído por Elinor.
- Sir John Middleton — um parente distante de Mrs. Dashwood que, após a morte de Henry Dashwood, convida ela e suas filhas para viverem em uma casa de sua propriedade. Descrito como rico, e tendo servido o exército com Coronel Brandon, ele é muito amável e faz frequentemente festas, picnics e outros eventos sociais, para reunir os jovens do local. Ele e sua sogra, Mrs. Jennings, formam um divertido par.
- Lady Middleton — a gentil, mas reservada esposa de Sir John Middleton. Ela é mais fechada do que o marido, e tem 4 filhos.
- Mrs. Jennings — mãe de Lady Middleton e Charlotte Palmer. Uma viúva que após casar todos os filhos, passa o tempo visitando-os, especialmente os Middletons. Ela e seu genro, Sir John Middleton, encorajam os jovens do local a relacionamentos, em especial Elinor e Marianne.
- Edward Ferrars — o mais velho dos dois irmãos de Fanny Dashwood. Ele se interessa por Elinor Dashwood, mas antes de conhecê-la, está comprometido secretamente com Lucy Steele, a sobrinha de seu tutor. O compromisso é secreto mediante as expectativas da família de Edward em um casamento com Miss Steele. Ele é deserdado pela mãe, quando essa descobre tal compromisso.
- Robert Ferrars — o irmão mais novo de Edward Ferrars e Fanny Dashwood. Ele é mais preocupado com status, aparência, e casa com Miss Lucy Steele, após Edward ter sido deserdado.
- Mrs. Ferrars — mãe de Fanny Dashwood, e de Edward e Robert Ferrars. Mal-humorada e antipática, está determinada a fazer seus filhos casarem bem.
- Coronel Brandon — um amigo íntimo de Sir John Middleton. Em sua juventude, Brandon tinha se apaixonado pela protegida de seu pai, porém, ela estava prometida para seu irmão mais velho. O casamento foi infeliz, e dele nasceu uma filha ilegítima, que ficou sob a proteção do Coronel. Ele tem 35 anos no início da história, e se apaixona por Marianne, que tem características semelhantes a sua primeira apaixonada. Brandon é um honrado amigo dos Dashwoods, particularmente Elinor, e ajuda Edward Ferrars a refazer sua vida após ter sido deserdado pela mãe.
- John Willoughby — um sobrinho do vizinho dos Middletons, que conquista Marianne. Ele dá a entender que está compromissado com Marianne através de suas atitudes.
- Charlotte Palmer — a filha de Mrs. Jennings e irmã mais nova de Lady Middleton, é alegre, mas tola e rude.
- Thomas Palmer — o marido de Charlotte Palmer, que almeja ser um parlamentar, mas é preguiçoso e rude.
- Lucy Steele — uma jovem conhecida de Mrs. Jennings, que está secretamente comprometida com Edward Ferrars. Ela cultiva sua amizade com Elinor Dashwood e Mrs. John Dashwood. Limitada em cultura, educação e maneiras, ela não é atraente, mas tola e manipuladora.
- Anne/Nancy Steele — a irmã mais velha de Lucy Steele, socialmente inapta e tola.
- Miss Sophia Grey — uma rica, mas maliciosa herdeira com quem Mr. Willoughby casa em busca de um estilo de vida confortável após ter sido deserdado por sua tia.
- Lord Morton — o pai de Miss Morton.
- Miss Morton — uma rica mulher com quem Mrs. Ferrars deseja que seu filho, Edward, e depois Robert, case.
- Mr. Pratt — um tio de Lucy Steele e tutor de Edward.
- Eliza Williams — a protegida do Col. Brandon e filha de Elizabeth Williams. Ela tem 15 anos e tem um filho ilegítimo com John Willoughby.
- Elizabeth Williams — o amor passado do Coronel Brandon. Williams é protegida do pai de Brandon, e é forçada a casar com seu irmão mais velho. O casamento é infeliz e nasce-lhes a filha Eliza, que passa a ser protegida do Coronel.
- Mrs. Smith — a rica tia de Mr. Willoughby, que o deserda por não casar com Eliza Williams.

## Características
A vulgaridade e a ambição da época napoleônica, quando o Iluminismo destruíra toda estrutura da ingênua fé medieval e a ciência inspirara uma forma nova de filosofia que enfatizava a busca dos prazeres terrenos; o início do Romantismo do século XIX, que se propõe a fazer uma revisão dos progressos da fase das Luzes, dos efeitos da urbanização, mecanização e racionalismo; a reflexão sobre os caminhos morais da sociedade, são temas expostos de forma clara a precisa. A principal característica do romance é a análise de reações e reflexões da alma humana.
Austen escreve o primeiro esboço de Elinor and Marianne (depois intitulado Sense and Sensibility) em 1795, aos 19 anos. Enquanto ela escrevera, na adolescência, um grande número de ficções curtas, Elinor and Marianne foi seu primeiro romance longo. O roteiro gira em torno do contraste entre o senso de razão de Elinor, e o emocionalismo de Marianne; as duas irmãs podem ter sido inspiradas no relacionamento de Jane com sua irmã mais velha, Cassandra, de forma que Cassandra seria a dotada de razão e ela mesma, Jane, a emocional.
Austen pode ter reivindicado para si mesma o senso de racionalidade, ou simplesmente pode ter tentado fazer uma paródia sobre o romantismo exagerado e a sensibilidade que eram próprios aos anos 1790. O tratamento que Austen dá às duas irmãs é complexo e multifacetado. A biógrafa de Austen, Claire Tomalin, argumenta que Sense and Sensibility tem "wobble in its approach", que é explicada pelo fato de Austen, no curso de sua escrita, ter gradualmente ficado em dúvida se o senso ou a sensibilidade venceriam no final. Ela descreve Marianne com qualidades atraentes: inteligência, talento musical, franqueza e a capacidade de amar profundamente. Ela também insiste que Willoughby, com todas as suas falhas, continua a amá-la, da mesma forma. Por essas razões, alguns leitores consideram o casamento de Marianne com o Coronel Brandon um final insatisfatório.

## Publicação
Em 1811, Thomas Egerton, da Military Library, uma editora em Londres, aceita os manuscritos para a publicação, em 3 volumes. Austen paga para o livro ser publicado e paga ao editor uma comissão nas vendas. O custo da publicação é mais de um terço de sua renda familiar de £460 (£15,282 em 2008), e ela tem um lucro de £140 (£4,754.40 em 2008). Na primeira edição, são feitas 750 cópias em julho de 1813, e uma segunda edição é feita em outubro de 1813.

## Edições em inglês
- Sense & Sensibility, Oneworld Classics 2008 ISBN 978-1-84749-046-9
- Sense & Sensibility, Oxford University Press 2004 ISBN 978-0-19-283342-6
- Sense & Sensibility, Penguin Classics 2003, ISBN 978-0-14-143966-2
- Sense & Sensibility, Collectors Library 2003, ISBN 978-1-904633-02-0
- Sense & Sensibility & Sea Monsters, Quirk Publishing 2009, ISBN 978-1-59474-442-6

## Traduções
As traduções para a língua portuguesa ofereceram títulos diversos.
Em Portugal, “Sense and Sensibility” foi traduzido como “Sensibilidade e Bom-senso”, por Maria Luísa Ferreira da Costa.
No Brasil, a tradução mais antiga, nos anos 1940, de Dinah Silveira de Queiroz para a Livraria José Olympio Editora, traz o título “Razão e Sentimento”, assim como a tradução de Ivo Barroso, para a Nova Fronteira, em 1982. Há, porém, outras traduções, tais como a de Therezinha Monteiro Deutsch, Adriana Sales Zardini (Editora Landmark) e  Roberto Leal Ferreira (Martin Claret), que trazem o título “Razão e Sensibilidade”, o mesmo título que recebeu o filme Sense and Sensibility, de Ang Lee.

## Adaptações para Cinema e TV
- Sense and Sensibility – série de TV da BBC, estrelada por Joanna David, Robin Ellis e Clive Francis.
- Sense and Sensibility – série de TV
- Sense and Sensibility – filme de 1995, com Emma Thompson e Kate Winslet
- Kandukondain Kandukondain – adaptação indiana de 2000, estrelada por Tabu, Aishwarya Rai, Ajith e Mammootty.
- Sense and Sensibility – série de TV da BBC estrelada por Hattie Morahan e Charity Wakefield
- Sense and Sensibility and Sea Monsters (2009) – paródia adaptada com a co-autoria de Ben Winters